# 미크로네시아 연방 대통령
미크로네시아 연방국 대통령(영어: President of the Federated States of Micronesia)은 미크로네시아의 국가 원수이자 행정 수반이다. 대통령은 연방 의회에서 4년 임기의 의원 가운데 선출된다.

## 역대 대통령 목록
| 번 | 대 | 기 | 이름              | 사진            | 임기 시작              | 임기 종료             | 부통령           | 소속 정당 |
| -- | -- | -- | ----------------- | --------------- | ---------------------- | --------------------- | ---------------- | --------- |
| 1  | 1  | 1  | 토시오 나카야마   |                 | 1979년 5월 11일        | 1981년                | 페트루스 툰      | 무소속    |
| 1  | 1  | 2  | 토시오 나카야마   | 1981년          | 1983년                 |                       | 페트루스 툰      | 무소속    |
| 1  | 2  | 3  | 토시오 나카야마   | 1983년          | 1985년                 |                       | 페트루스 툰      | 무소속    |
| 1  | 2  | 4  | 토시오 나카야마   | 1985년          | 1987년 5월 11일        | 베일리 올터           |                  | 무소속    |
| 2  | 3  | 5  | 존 하글렐감       |                 | 1987년 5월 11일        | 1989년 5월 11일       | 히로시 이스마엘  | 무소속    |
| 2  | 3  | 6  | 존 하글렐감       | 1989년 5월 11일 | 1991년 5월 11일        |                       | 히로시 이스마엘  | 무소속    |
| 3  | 4  | 7  | 베일리 올터       |                 | 1991년 5월 11일        | 1993년 5월 11일       | 제이컵 네나      | 무소속    |
| 3  | 4  | 8  | 베일리 올터       | 1993년 5월 11일 | 1995년 5월 11일        |                       | 제이컵 네나      | 무소속    |
| 3  | 5  | 9  | 베일리 올터       | 1995년 5월 11일 | 1996년 11월 8일        |                       | 제이컵 네나      | 무소속    |
| 4  | -  | -  | 제이컵 네나       |                 | 1996년 11월 8일 (대행) | 1997년 5월 8일 (대행) | 공석             | 무소속    |
| 4  | 6  | 10 | 제이컵 네나       | 1997년 5월 8일  | 1999년 5월 11일        | 레오 팔캄             |                  | 무소속    |
| 5  | 7  | 11 | 레오 팔캄         |                 | 1999년 5월 11일        | 2001년 5월 11일       | 레들리 A. 킬리온 | 무소속    |
| 5  | 7  | 12 | 레오 팔캄         | 2001년 5월 11일 | 2003년 5월 11일        |                       | 레들리 A. 킬리온 | 무소속    |
| 6  | 8  | 13 | 조지프 우루세말   |                 | 2003년 5월 11일        | 2005년 5월 11일       | 레들리 A. 킬리온 | 무소속    |
| 6  | 8  | 14 | 조지프 우루세말   | 2005년 5월 11일 | 2007년 5월 11일        |                       | 레들리 A. 킬리온 | 무소속    |
| 7  | 9  | 15 | 매니 모리         |                 | 2007년 5월 11일        | 2009년 5월 11일       | 알릭 L. 알릭     | 무소속    |
| 7  | 9  | 16 | 매니 모리         | 2009년 5월 11일 | 2011년 5월 11일        |                       | 알릭 L. 알릭     | 무소속    |
| 7  | 10 | 17 | 매니 모리         | 2011년 5월 11일 | 2013년 5월 11일        |                       | 알릭 L. 알릭     | 무소속    |
| 7  | 10 | 18 | 매니 모리         | 2013년 5월 11일 | 2015년 5월 11일        |                       | 알릭 L. 알릭     | 무소속    |
| 8  | 11 | 19 | 피터 M. 크리스천  |                 | 2015년 5월 11일        | 2019년 5월 11일       | 요시오 P. 조지   | 무소속    |
| 9  | 12 | 20 | 데이비드 파누엘로 |                 | 2019년 5월 11일        | 현재                  | 요시오 P. 조지   | 무소속    |